# Ruta 11 (Bolivien)
Die Ruta 11 ist eine Nationalstraße im südamerikanischen Andenstaat Bolivien.

## Streckenführung
Die Straße hat eine Länge von 370 Kilometern und durchquert den Süden Boliviens von Westen nach Osten, vom östlichen Rand der Cordillera Oriental bis zur Grenze mit Paraguay im Osten. Die Straße führt dabei auf ihrem Weg durch die östlichen Provinzen des Departamento Tarija. Sie beginnt im Westen als Abzweig von der nord-südlich führenden Ruta 1 acht Kilometer östlich von Tarija bei der Ortschaft Portillo und endet im Osten bei der Ortschaft Cañada Oruro.
Bis auf kleinere Teilstücke ist die Ruta 11 komplett asphaltiert.

## Geschichte
Die westlichen 243 km der Ruta 11 sind mit Dekret 25.134 vom 31. August 1998 zum Bestandteil des bolivianischen Nationalstraßennetzes „Red Vial Fundamental“ erklärt worden, die restlichen 127 km bis zur Grenze mit Paraguay durch Gesetz 2187 vom 12. April 2001.

## Streckenabschnitte

### Departamento Tarija
- km 000: Einmündung Ruta 1
- km 001: Portillo
- km 032: Junacas Sur
- km 098: Entre Ríos
- km 173: Palos Blancos
- km 243: Villamontes
- km 312: Ibibobo
- km 370: Cañada Oruro